# Shamal Kumar
Shamal Kumar (24 mei 1979) is een voormalige Fijisch voetballer die bij voorkeur als doelman speelt.  
Op 7 april 2001 in de thuiswedstrijd tegen  Amerikaans Samoa maakte Kumar zijn debuut voor Fiji voetbalelftal. Hij speelde hele wedstrijd mee en hij begon in de basis, de wedstrijd ging gewonnen met 13-0.  Hij heeft 4 wedstrijden gespeeld voor zijn nationale ploeg.
Kumar beëindigde zijn voetbalcarrière in 2016.